# Stegana coleoptrata
Stegana coleoptrata – gatunek muchówki z rodziny wywilżnowatych i podrodziny Steganinae.
Gatunek ten opisany został w 1763 roku przez Giovanniego Antonio Scopoliego jako Musca coleoptrata.
Muchówka o ciele długości od 3 do 4 mm. Głowa jej jest w widoku bocznym niewiele wyższa niż dłuższa, o lustrzanie połyskującym czole. Tułów cechują ciemnobrązowe śródplecze i białe niżej położone płytki. Brązowe skrzydła mają żyłkę subkostalną za żyłką barkową ostro zakrzywioną ku tyłowi. Odnóża są żółtawe, niekiedy z brązowawą okolicą łączenia uda i golenia trzeciej pary.
Owad znany z Irlandii, Wielkiej Brytanii, Francji, Belgii, Holandii, Niemiec, Danii, Szwecji, Norwegii, Finlandii, Szwajcarii, Austrii, Włoch, Polski, Czech, Słowacji, Węgier, Słowenii, Serbii, Czarnogóry, europejskiej części Rosji i wschodniej Palearktyki.